# Adam Rybka
Adam Rybka – polski architekt, doktor habilitowany nauk technicznych, inżynier, profesor nadzwyczajny Wydziału Budownictwa, Inżynierii Środowiska i Architektury Politechniki Rzeszowskiej, specjalista w zakresie historii architektury i urbanistyki, projektowania architektonicznego i projektowanie urbanistycznego.

## Życiorys
W 1979 ukończył studia na kierunku architektura na Wydziale Architektury Politechniki Warszawskiej. W 1986 na podstawie napisanej pod kierunkiem Adolfa Ciborowskiego rozprawy pt. Problemy kształtowania centrum miasta szybko rosnącego na przykładzie miasta Rzeszowa otrzymał na Wydziale Architektury Politechniki Wrocławskiej stopień naukowy doktora nauk technicznych dyscyplina: architektura i urbanistyka. Na tym samym wydziale na podstawie dorobku naukowego oraz rozprawy pt. Centralny Okręg Przemysłowy a polska awangardowa urbanistyka międzywojenna uzyskał w 1997 stopień doktora habilitowanego nauk technicznych dyscyplina: architektura i urbanistyka specjalność: urbanistyka
Został profesorem nadzwyczajnym Politechniki Rzeszowskiej im. Ignacego Łukasiewicza na Wydziale Budownictwa, Inżynierii Środowiska i Architektury zatrudnionym w Zakładzie Urbanistyki i Architektury. Objął stanowisko kierownika tego zakładu. Był profesorem nadzwyczajnym Państwowej Wyższej Szkoły Wschodnioeuropejskiej w Przemyślu w Instytucie Politologii i Polityki Regionalnej oraz w Instytucie Architektury Wnętrz.